# Buchheim
Buchheim (en allemand: /ˈbuːxˌhaɪ̯m/, ? Écouter [Fiche]) est une commune de Bade-Wurtemberg (Allemagne), située dans l'arrondissement de Tuttlingen, dans le district de Fribourg-en-Brisgau.